# Rock'n'roll Outlaws/Sexual Favours
Rock'n'roll Outlaws/Sexual Favours è un documentario riguardante la scena hardcore punk britannica degli anni ottanta.
Il DVD contiene interviste e canzoni live, inclusa Sexual favours, nella seconda parte.

## Tracce
1. Sexual favours
2. War now
3. Let's start a war
4. Dogs of war
5. Jesus is dead
6. Alternative
7. Rival leaders
8. Drug squad man

## Formazione
- Wattie Buchan - voce
- Nigel - chitarra
- Tony - basso
- Willie Buchan - batteria